# 아키시노노미야 후미히토 친왕

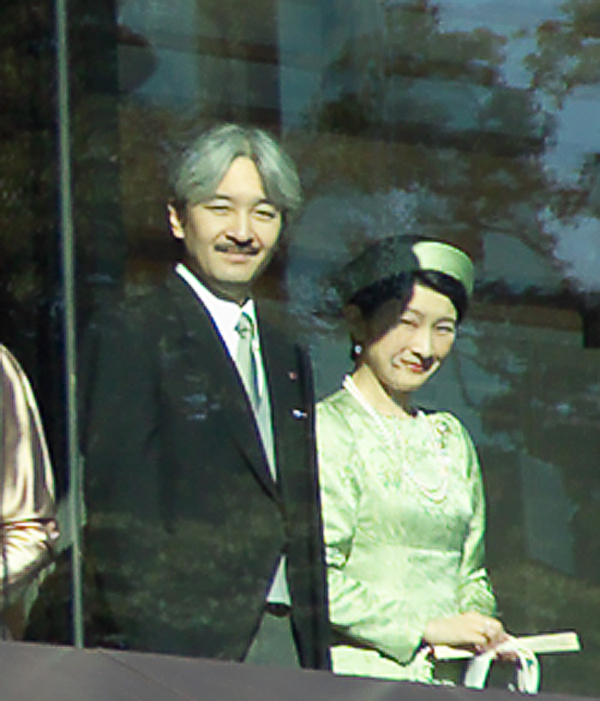
아키시노노미야 부처

아키시노노미야 문장

ああ아키시노노미야 후미히토 친왕(일본어: 秋篠宮 文仁 親王 아키시노노미야 후미히토 신노[*], 1965년 11월 30일 ~ )은 일본의 황족으로 일본 제125대 천황 아키히토와 미치코 황후 사이에서 태어난 차남이다. 아명은 아야노미야(礼宮), 궁호는 황실의 옛 땅인 야마토 북서부의 아키시노(秋篠)에서 유래했다. 그가 사용하는 도장의 문양은 솔송나무이다.
2019년 5월 1일부로 형 나루히토가 천황 자리에 오르면서 황위 계승 순위 1위(추정상속인)에 올랐다. 거주지인 아키시노노미야 저는 도쿄도 미나토구 모토아카사카 2가의 아카사카 용무지 안으로, 1997년 3월부터는 구(舊) 지치부노미야(秩父宮)저를 사용하고 있다.
훈등 훈장은 대훈위 국화대수장(大勲位菊花大綬章). 황실전범(皇室典範)에서는 "전하"(殿下)라는 경칭으로 부른다.

## 생애

### 소년 시대
1965년 11월 30일 오전 10시 22분, 아키히토 당시 황태자와 그 비(妃) 미치코의 둘째 아들로써 궁내청 병원(宮内庁病院)에서 태어났다. 어린 시절의 칭호는 아야노미야(礼宮, あやのみや)로, 유교 경전 《논어》(論語) 옹야편의 「군자가 두루 학문을 배우고 제약을 예로써 한다면 또한 가히 도를 벗어나지 않을진저」(君子博學於文, 約之以禮면 亦可以不畔矣夫인져.)라는 구절부터 유래하였다.
어린 시절에는 장난기가 많았던 것으로 알려져 있어, 테니스 등의 스포츠에 열중하는 한편, 지리 등에도 관심이 있었다.
또한 여동생인 구로다 사야코(黒田清子)의 남편인 구로다 요시키(黒田慶樹)와는 어린 시절부터 학우였다.

### 청년 시대
가쿠슈인에서 수학하였으며, 1984년 가쿠슈인 대학(学習院大学) 법학부(法学部) 정치학과(政治学科)에 입학하였다. 이듬해에는 자연문화연구회를 결성하였고 적극적으로 서클 활동을 행하는 동시에, 도쿄 농업대학 육종학 연구소(東京農業大学育種学研究所)를 전신으로 하는 재단법인 진화생물학연구소에서 가금류 연구에 종사, 1학년 아래의 가와시마 기코(川島紀子)와 알게 되었고 서클 활동을 통해 교제가 깊어졌으며, 1986년 6월 26일에 구혼하였다. 그 해부터 재단법인 야마시나 조류연구소(財団法人山階鳥類研究所) 총재, 학생 시절부터 「콧수염」을 기르기 시작하여 그것이 이후 후미히토의 트레이드 마크가 되었는데, 기르기 시작했을 당초에는 궁내청으로부터 빈축을 샀던 일이 시종의 일기에 남아 있다.
1988년 가쿠슈인 대학 법학부 정치학과를 졸업, 그 해부터 사단법인 일본동물원수족관협회(社団法人日本動物園水族館協会)의 총재를 맡는 동시에, 2년 동안 옥스퍼드 대학 세인트 존스 칼리지 대학원 동물학과(動物学科)에 유학하여 어류에 관한 분류학을 배우고, 1989년 1월 7일 할아버지 쇼와 천황(昭和天皇)이 죽고 아버지가 제125대 천황으로 즉위한 것에 수반하여, 형인 나루히토 당시 황태자에 이어 황위 계승 순위 제2위가 되었다. 그 해부터 1년 동안 옥스퍼드 대학박물관 및 런던자연사박물관에 재적하였다.
그 해 8월 26일 가와시마 키코와의 결혼이 내정되었음이 보도되었다. 9월 12일, 후미히토 친왕과 가와시마 키코의 혼인에 관해 황실회의(皇室会議)가 개최되었고, 전원 일치로 두 사람의 혼인이 가결되어, 혼약이 내정되고 오후부터 기자회견이 이루어졌다. 연호가 쇼와에서 헤이세이(平成)로 바뀐 이후 처음 있는 황실의 경사였고, 젊은 두 사람의 결혼은 일본 국민들로부터 성대한 축복을 받았다. 관련 서적 ・ 애니메이션이 제작되고, 「기코 님 붐」(紀子さまブーム)이라 불리는 현상이 나타나기도 했다.
쇼와 천황(昭和天皇)의 탈상을 마친 이듬해인 1990년 1월 12일에 납채 의식(納采の儀)이 집행되었고, 이보다 1년 전 9월 12일의 황실회의(皇室会議)에서 승인된 두 사람의 혼약이 정식 결정되었다. 황실에 있어서 쇼와 천황이 사망한 이후 처음 있는 경사였으며, 납채 이후의 황실에서는 황족이나 삼부 수장들이 축하 방문 및 축하 기장도 행하였다.
그 해 6월 29일 결혼식이 거행되었고, 그날 아키시노노미야(秋篠宮)라는 미야케(宮家)가 창설되었다. 궁호(宮号)는 일본 나라 현(奈良県) 나라 시(奈良市)의 지명인 「아키시노」(秋篠)에서 유래하였다.

### 아키시노노미야 시대
혼인 이후 친왕비 기코와 함께 착실히 공무를 다하였다. 특히 인도네시아 · 태국 등 동남아 국가를 공사 목적으로 모두 자주 방문하였으며, 차크리 왕조와도 교류가 깊다.
1991년 10월 23일, 첫째 딸 마코 내친왕(眞子内親王)이 태어났다. "眞"라는 글자는 아키시노노미야의 "ひらめき"에 따라 선택된 글자였다. 1992년에는 재단법인 일본테니스협회(財団法人日本テニス協会)의 명예총재로 취임하였고, 1994년 12월 29일에는 둘째 딸 가코 내친왕(佳子内親王)이 태어났다. 그러나 「(그때까지 아직 자녀가 없었던) 형 나루히토 친왕 및 형수 마사코(雅子) 당시 황태자비를 헤아려야 할 것」이라는 비판이 있어 이후 오랫동안 자녀를 두지 않았다.
1997년 재단법인 세계자연보호기금재팬(世界自然保護基金ジャパン)(財団法人世界自然保護基金ジャパン)의 총재로 취임하였고, 2000년부터 일란협회(日蘭協会)의 명예총재, 2004년부터 특정비영리활동법인 전일본애표회(特定非営利活動法人全日本愛瓢会)의 명예총재, 2005년부터 사이언 소사이어티 명예부총재가 되었다.
일본의 궁중제사 ・ 각종 공무에 힘쓰는 동시에 어류나 가금류의 연구도 행하였다. 종합연구대학원대학(総合研究大学院大学) 생명과학연구과(生命科学研究科) 유전학 전공을 구성하는 일본 국립유전학연구소(国立遺伝学研究所) ・ 고조 호리타카(五條堀孝) 교수의 지도하에 1996년 9월 30일에 가금류인 ニワトリ의 기원을 유전자에 기초하여 해석한 연구로 종합연구대학원대학으로부터 박사(이학)학위를 수여받았다.
통칭 「さんまの会」에서는 友人知人을 자신의 저택으로 초대하여 그 모임이 여동생 사야코 당시 내친왕과 오랫동안 친구였던 黒田慶樹의 교제를 깊게 하는 계기가 되었다. 후미히토 친왕은 2005년 그들의 결혼을 특별히 축하하였다고 한다.
한편 오랫동안 자식을 두지 못했던 형 나루히토 부부에게는 2001년 12월에 제1황녀인 도시노미야 아이코 내친왕(敬宮愛子内親王)이 태어났다. 그러나 이후 나루히토 부부에게는 오랫동안 회임 징후가 없어서 제125대 천황의 황손의 세대에 남자가 전무하다는 상황을 해소하지 못하게 되었고, 황위는 남계 남성으로 이어지지 못하고 단절될 위기에 직면하였다. 2003년 12월에는 아사리 도시오(湯浅利夫) 궁내청 장관(宮内庁長官)이 「황실의 번영을 감안해 (아키시노노미야 부부에게) 셋째를 강하게 희망한다」(皇室の繁栄を考えると、第三子を強く希望する)라고 발언하기도 하였다.[注釈 3]. 2006년의 가회(歌会) 선두에서는 아키시노노미야 부부가 함께 전년 9월 24일의 황새 방사에 관한 노래를 불렀는데, 황새가 아이를 가져오는 상징이라는 점에서 셋째를 바라는 마음이 있었을 것으로 여겨지고 있다.
2004년부터는 황실전범에 관한 지식인 회의(有識者会議)로부터 여성 ・ 여계 천황을 용인해야 한다는 의논이 진행되고 있었는데, 2006년 2월 7일 기코 비가 회임했다는 것이 알려졌다. 그날은 후미히토 친왕이 공무를 위해 지바 현(千葉県) 我孫子市에 있었고, 친왕이 보고를 직접 받기도 전에 매스컴을 통해 보도되었다. 2월 25일에 일본 궁내청으로부터 기코 비의 회임이 정식 발표되었다.
9월 6일, 일본 황실 역사상 최초의 제왕절개 수술을 통해 셋째이자 장남인 히사히토 친왕(悠仁親王)이 태어났다. 황실에 있어서는 후미히토 천황 자신이 태어난 이래 실로 41년만에 왕자가 태어난 것이었다.
또한 2001년부터 도쿄농업대학에서 학생 지도를 시작하였고, 2006년부터는 비상근강사로 근무하였다. 2008년부터 아키시노노미야 비 기코의 남동생이 강사를 맡고 있는 도쿄농업대학 농학부 바이오세라피학과 객원교수로 취임하였다(~2010년 3월). 2007년부터는 도쿄 대학(東京大学) 종합연구박물관 특별 초빙 연구원이 되었다.
2009년 8월 21일부터 28일에 걸쳐 아키시노노미야 부부는 베아트릭스 여왕 및 네덜란드 정부의 초청으로 네덜란드를 공식 방문했다. 아키시노노미야의 방문은 일본-네덜란드 통상 400주년의 기회에 맞춘 것으로, 체류 중 일-란 통상 400주년 기념식에 참석하는 것 외에 발케넨데 총리 예방, 지방 방문(암스테르담, 바르네펠트, 아펠도른) 등의 일정을 소화했다. 양국은 2008년 외교관계 개설 150주년에 이어 2009년 일-란 통상 400주년 등 2년에 걸쳐 기념행사를 개최해 왔다.아키시노노미야의 네덜란드 방문은 각종 주년 행사의 하이라이트가 됐다. 일란협회의 명예 총재인 아키시노노미야가 네덜란드를 방문해 헤이그에서 개최된 기념식에 참석하고 네덜란드 왕실로부터 후대를 받은 것은 네덜란드와의 우호 관계를 재확인하고 한층 증진하게 되었다.
2011년 11월 15일, 아키히토 당시 천황이 입원중이었고 나루히토 당시 황태자도 나가노 현(長野県) 방문 중이었으므로 황위 계승 순서를 근거로 후미히토 친왕이 천황의 대리로써 처음으로 천황의 공무를 수행하였고, 고쿄(皇居) ・ 궁전에서 가을 훈장 수상자 등과 접견하여 일왕의 「윤음」(お言葉)을 대독하였으며, 고쿄 ・ 고쇼(御所)에서 남아프리카 공화국의 막스 시술루(Max Sisulu) 국민의회 의장과 간담회를 가졌다.
방계 황족 가문인 아리스가와노미야 요리히토 친왕(有栖川宮職仁親王)으로부터 비롯된 아리스가와노미야 류 서도(有栖川流書道)의 전승자이기도 하다. 2007년 9월 16일부터 2015년 9월 15일까지 황실회의의 예비의원을, 2015년 9월 16일부터 황실회의의 의원을 맡고 있다. 다만 2017년 12월 1일의 부왕 아키히토의 퇴위 등에 관한 황실전범 특례법의 시행기일을 정하기 위한 황실회의에서, 의제의 이해관계자였으므로 출석을 사퇴하였고, 예비의원인 히타치노미야 마사히토 친왕(常陸宮正仁親王)이 대신하였다.

### 황사 시대
2019년 5월 1일 형 나루히토가 일본의 제126대 천황으로 즉위하였고, 연호는 레이와(令和)로 바뀌었다. 후미히토는 황사(皇嗣)가 되었다.
1926년(쇼와 원년) 12월 25일 쇼와 천황이 천황이 되고 1933년(쇼와 8년) 12월 23일에 후사인 아키히토 당시 친왕이 태어날 때까지 쇼와 천황의 손아랫동생인 지치부노미야 야스히토 친왕(秩父宮雍仁親王)이 황위 계승 순위 1위였는데, 그후로 86년만에, 현행 황실전범하에서는 최초로 황자 이외의 황족이 황사(皇嗣)가 되었다.
2019년 10월 22일에 행해진 즉위식 정전 의식(正殿の儀)에서는 황태자와 동등한 소쿠타이(装束, 황단포)를 입고 참례하였다.
코로나19가 만연하는 가운데 2020년 5월에 황사 후미히토 자신이 총재를 맡고 있는 사이세이카이 병원(済生会病院)에 아키시노노미야 일가와 황사직 직원이 작성한 가운 5백 벌을 기부하였다.
2020년 11월 8일 황위 계승 순위 1위의 황사가 되었음을 일본 천황이 대내외로 선명하는 국사행위인 의식 「입황사례」(立皇嗣の礼)가 도쿄의 고쿄 ・ 궁전(宮殿)에서 행해졌다. 일본 천황의 선명에 대해 아키시노노미야는 「황사로써의 책무를 깊이 통감하고 맡은 바 의무를 다하고자 합니다.」(황사로서의 책무를 깊이 생각하여 의무를 다하고자 합니다)라는 결의를 비쳤다.

## 자녀
| 사진 | 이름                         | 생일                   | 사망 | 기타                          |
| ---- | ---------------------------- | ---------------------- | ---- | ----------------------------- |
|      | 고무로 마코                  | 1991년 10월 23일(33세) | 생존 | 레스터 대학교 졸업            |
|      | 아키시노노미야 가코 내친왕   | 1994년 12월 29일(30세) | 생존 | 국제 기독교 대학 졸업         |
|      | 아키시노노미야 히사히토 친왕 | 2006년 9월 6일(18세)   | 생존 | 쓰쿠바 대학 부속고등학교 재학 |

## 일본 황위 계승 자격
2019년 5월 1일 시점에서 후미히토는 일본의 황위계승순위 1위(황사 ・ 추정상속인)이다.
아버지인 제125대 천황 아키히토의 퇴위로 2019년 5월 1일 황위계승순위 1위였던 형 나루히토가 황위를 계승하면서, 후미히토 친왕은 새로이 황사(황위계승 순위 1위)가 되었다. 일본 정부의 방침에 따른 호칭은 황사 전하(皇嗣殿下)이며, 일본 궁내청에 의한 정식 호칭은 아키시노노미야 황사 전하(秋篠宮皇嗣殿下)이다. 일본 황실전범특례법 제5조 규정으로 황사가 된 2019년 5월 1일 이후 황태자와 동등한 대우를 받고 있다(일본 국외에서의 대외적인 호칭은 황태자와 같은 Crown Prince Fumihito이다).
한편 후미히토 친왕은 형인 나루히토가 늦게라도 황자를 얻거나, 후미히토 자신이 사망하거나, 일본 황실회의에서 황위계승순위를 바꾸지 않는 한, 제127대 천황이 된다.
일본 정부는 (황태자에 대한 입태자례를 대신해) 후미히토 친왕이 황사가 되는 것을 널리 일본 국민들 앞에 확실히 하는 입황사례(立皇嗣の礼)를 일본 헌법에서 정한 국사행위(国事行為)로써 행하기로 하였다. 입황사례의 시기에 대해서는 일본 내각관방(内閣官房)이나 의식의 사무를 맡고 있는 일본 궁내청 등에서 검토하여, 2019년 10월 22일 즉위례 정전 의식(即位礼正殿の儀)으로부터 약 반년 뒤인 2020년 4월 일본 고쿄의 정전인 마쓰노다(松の間) 등에서 행하기로 하고 조정을 행하였다. 그러나 코로나19의 영향으로 연기되어 실제로 행해진 것은 2020년 11월 8일이었다.
이후로 일본의 공식 행사 등에서는 예전대로 아키시노노미야의 깃발을 사용하고는 있지만, 입황사례를 마친 뒤로부터는 황태자의 깃발을 사용하기도 한다고 일본 궁내청은 발표하였다.
퇴위나 즉위에 수반하는 식전을 원활하게 실시하기 위해 일본 궁내청은 「대례위원회」(大礼委員会)을 마련하여 검토를 진행하였으며, 입황사 사례의 기일이나 차츰 결정이 내려졌다.